# Балтакули Рахматбеков
Балтакули Рахматбеков,  Балтакули Рахматбек угли — посол Бухарского эмирата в России в 1830―1831 и 1838―1839 годах.

## Первое посольство
Узбекский правитель из династии мангытов бухарский эмир Насрулла (1827―1860) взойдя на престол решил установить связи с Российской империей и отправил первое посольство в августе 1830 года. Посольство возглавил  посланника Балтакул Рахматбеков носивший звание Чагатайбека. Он ходатайствовал о сокращении таможенных пошлин, о предоставлении эмирату пушек и литейных мастеров. Но российские власти отклонили эти просьбы и в августе 1831 года Рахматбеков выехал в Бухару.

## Второе посольство
5 августа 1838 года в Петербург второй раз был отправлен Балтакулибек Рахматбеков с предложениями о дружбе, расширении торговли и отправке в Бухару знатока в драгоценных камнях. Послание в основном повторяло ряд аналогичных документов предыдущего посольства: о стремлении к дружбе с Россией, о расширении торговых связей и обеспечении безопасности караванных путей. Балтакули Рахматбеков вручил министру иностранных дел документ, в котором эмир просил царя отправить в ханство хорошего геолога. Урегулировав вопросы связанные с торговлей, Балтакулибек Рахматбеков в марте 1839 года покинул Петербург.

## Итоги посольства Балтакули Рахматбекова
Посольства Балтакули Рахматбекова способствовали укреплению бухарско-российских отношений. Осенью 1839 года из России в Бухару была отправлена миссия геологов во главе с Е. П. Ковалевским, но из-за нападений кочевников она так и не добралась до Бухары. Затем последовала более удачная миссия полковника К. Ф. Бутенева в 1842 году.